# サウスフルトン (ジョージア州)
サウスフルトン（South Fulton）は、アメリカ合衆国ジョージア州北西部に位置する都市。その名が示す通り、同州フルトン郡南部に位置する。アトランタの南西に隣接しており、同市都市圏の郊外都市となっている。人口は107,436人（2020年国勢調査）で、アトランタ都市圏の郊外都市としてはサンディスプリングスに次ぎ、ジョージア州全体でも第8位である。アトランタ市南部と同様にアフリカ系の住民が極めて多く（アトランタ#人口動態も参照のこと）、市の総人口の9割以上を占める。

## 歴史
サウスフルトンは2017年5月1日に、サンドタウン、キャンベルトン、レッドオーク等の歴史ある地域も含む、アトランタ南西郊の非法人地域が新規自治体として法人化、市制を施行して成立した。サンドタウンはフルトン郡内でも最古の地域で、1813年のクリーク戦争で、それ以前にこの地に住んでいたネイティブ・アメリカンのクリーク族が追い出された後、1820年代に形成された。キャンベルトンは、1830年前後にキャンベル郡（1932年にフルトン郡に編入合併）の郡庁所在地として創設された地域であった。レッドオークは、1850年代にアトランタ・アンド・ラグランジ鉄道がキャンベルトンを避けたようなルートで開通した後、その沿線に形成された地域であった。

## 地理

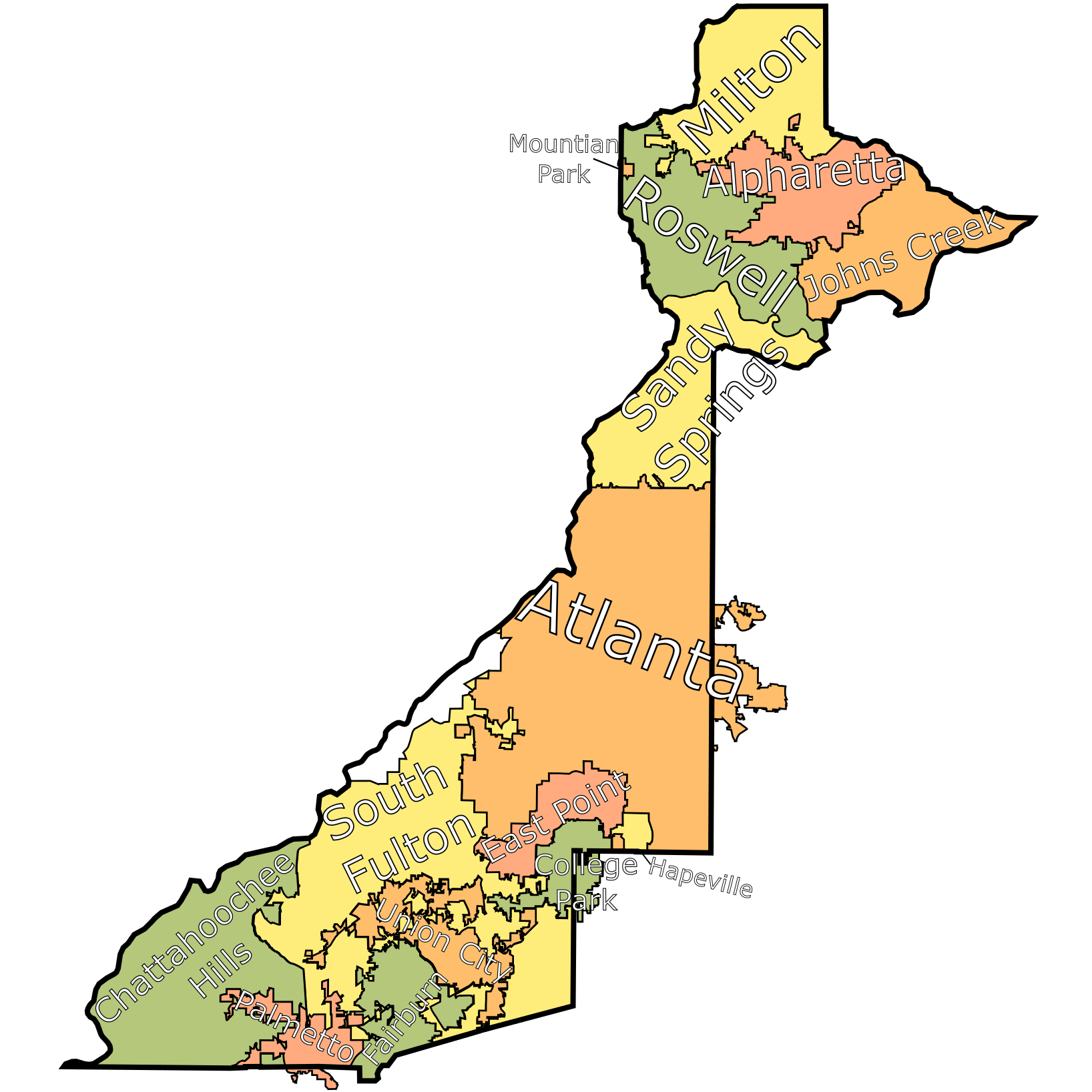
フルトン郡内の都市の位置と市域を示す地図。サウスフルトンとアトランタの位置関係や、市域の広がり方が分かる。

サウスフルトン市庁舎は市北端部のフルトン・インダストリアル・ブールバード（州道70号線）沿いに位置している。アトランタのダウンタウン「ファイブ・ポインツ」からは西へ約16km、アトランタ国際空港からは北西へ約15kmである。標高は市庁舎の位置で248mである。
アメリカ合衆国国勢調査局によると、サウスフルトン市は総面積223.40km2（86.25mi2）である。そのうち220.71km2（85.22mi2）が陸地で2.69km2（1.04mi2）が水域である。総面積の1.20%が水域となっている。市域はサウスフルトンの市制施行時に既に法人化されていたユニオンシティを挟むように、北西と南東に分かれている。
サウスフルトンを含むアトランタ都市圏の気候は蒸し暑い夏と、概ね温暖で時折肌寒くなることのある冬に特徴付けられ、ケッペンの気候区分では温暖湿潤気候（Cfa）に属する。気候についての詳細は、アトランタ#気候も参照のこと。

## 政治
サウスフルトンはシティー・マネージャー制を採っている。この制度の下、市長および7人の市議員から成る市議会は市の政策を策定し、シティー・マネージャーは市政府の日常業務を指揮する。市議員は市を7つに分けた小選挙区から1人ずつ選出される。市長は市議員とは別に、全市から選出される。市長・市議員とも、その任期は4年である。

## 交通
サウスフルトンを含むアトランタ都市圏の玄関口となる商業空港はハーツフィールド・ジャクソン・アトランタ国際空港（IATA: ATL）である。同空港はデルタ航空最大のハブ空港で、同社の便を中心にアメリカ合衆国内外から多数の直行便が発着し、発着便数、利用客数ともに世界一を誇る、「世界で最も忙しい空港」である。
州間高速道路I-85は市南部を北東-南西に通っている。I-85は南北の幹線の1つで、北東へはアトランタのダウンタウンを通ってグリーンビル、シャーロット、ローリー方面へ、また南西へはモントゴメリー方面へと通ずる。この他にサウスフルトン市域内を通る大きな道路としては、市北端から北西部を通るフルトン・インダストリアル・ブールバード（州道70号線）や、市北東部を通るキャンプ・クリーク・パークウェイ（州道6号線）が挙げられる。なお、サウス・フルトン・パークウェイは、その名前とは裏腹に、サウスフルトン市域内をほとんど通っていない。
アトランタの公共交通機関であるアトランタ都市圏高速交通局（Metropolitan Atlanta Rapid Transit Authority、MARTA）はサウスフルトンもカバーしている。同局の路線バスのうち、ブルーラインの西の起点/終点であるハミルトン・E・ホームズ駅からフルトン・インダストリアル・ブールバードを通る#73、レッドラインのイーストポイント駅からI-85沿いのサウスフルトン・パーク・アンド・ライドへと至る#181、同じくレッドラインのカレッジパーク駅からサウスフルトン・パーク・アンド・ライドへと至る#189等が、サウスフルトン市域内を通っている。

## 教育
サウスフルトンにおけるK-12課程はフルトン郡学区の管轄下にある公立学校によって主に支えられている。同学区はアトランタ市域を除くフルトン郡全域を管轄区域としており（アトランタ市域内はアトランタ公立学区という別学区となる）、小学校（幼稚園・1-5年生）59校、中学校（6-8年生）19校、高校（9-12年生）19校、チャーター・スクール10校を有し、約94,000人の児童・生徒を抱えている。

## 註
1. 1 2 3 4  About Us. City of South Fulton. 2022年1月2日閲覧.
2. 1 2  QuickFacts: South Fulton city, Georgia. U.S. Census Bureau. 2020年.
3. ↑  History: Sandtown - Fulton County's Oldest Community. Sandtown Community Association. 2022年1月2日閲覧.
4. ↑  Robinson, Andrew. Campbellton. Ghost Towns. 2022年1月2日閲覧.
5. ↑  Red Oak Historic District. Destination South Fulton. Department of Economic Development, City of South Fulton. 2022年1月2日閲覧.
6. ↑  Meet City Council. City of South Fulton. 2022年1月2日閲覧.
7. ↑  System Map. Metropolitan Atlanta Rapid Transit Authority. 2019年4月. 2022年1月2日閲覧.
8. ↑  About Us. Fulton County Schools. 2022年1月2日閲覧.